# 安德魯斯峰
72°17′S 165°25′E / 72.283°S 165.417°E
安德魯斯峰（英語：Andrews Peak），是南極洲的山峰，位於維多利亞地的彭內爾海岸，處於金字塔峰以西6公里，海拔高度2,400米，屬於德斯蒂內申冰原島峰的一部分，由新西蘭探險隊以地質學家命名，現時由南極條約體系管理。